# Prigione di Pollsmoor
La prigione di Pollsmoor, ufficialmente nota come Pollsmoor Maximum Security Prison, è una prigione situata a Tokai, sobborgo di Città del Capo, in Sudafrica.

## Descrizione
Tra i detenuti più celebri di Pollsmoor vi fu Nelson Mandela, che descrisse la prigione con un famoso verso di Oscar Wilde: "una tenda blu che i prigionieri chiamano cielo". Altre personalità di rilievo trattenute a Pollsmoor furono Marlene Lehnberg, Walter Sisulu, Ahmed Kathrada e Allan Boesak.
La prigione è fortemente sovrappopolata: nonostante sia stata progettata per una capienza massima di 4 336 criminali, il numero di detenuti nel 2010 superava le 7 000 unità con sole 1278 guardie mentre nel 2015 era di oltre 8 000 unità. Diversi rapporti della Corte costituzionale del Sudafrica e di altri organi di vigilanza hanno evidenziato gravi e ripetuti problemi di capienza insufficiente e di carenza di servizi essenziali per i detenuti.
Nel 2012 uno dei prigionieri, Dudley Lee, fece causa con successo al governo per aver contratto la tubercolosi durante la sua permanenza a Pollsmoor a causa delle pessime condizioni sanitarie. Nel settembre 2015 un detenuto morì per aver contratto la leptospirosi. La notizia ebbe un grande risalto a livello nazionale e venne anche citata dalla BBC. Nel 2016 un tribunale condannò il governo Sudafricano a ridurre il tasso di occupazione di Pollsmoor dal 249% al 150%. Ad aprile 2017 il tasso di occupazione risultava del 151%, che venne ottenuto prevalentemente tramite il trasferimento dei detenuti in altre strutture della regione.

## Struttura della prigione
Dalla sua fondazione, la prigione è stata in costante espansione, e al suo interno sono presenti 5 sezioni differenti:
- Admission Centre, che ospita i detenuti in attesa di processo, il cui numero varia giornalmente[7][15]
- Medium A Prison, che ospita i detenuti minorenni[15]
- Medium B Prison, che ospita detenuti maschi adulti[15]
- Medium C Prison, che ospita detenuti maschi adulti con una data di rilascio o libertà vigilata prevista entro due anni[15]
- Female Centre, che ospita detenuti femmine.[15]

## Criminalità nella struttura
C'è una forte presenza di criminalità organizzata all'interno di Pollsmoor. Le varie gang sono suddivise in tre sezioni separate in ogni singolo piano della struttura.
Questa segregazione è stata attuata con lo scopo di contenere le gang, ma soprattutto ridurre la facilità con cui queste organizzazioni reclutavano nuovi membri. Nonostante ciò la loro presenza e forza rimane tutt'oggi molto elevata.
Sono presenti tre gang principali: i 26s, i 27s ed i 28s, note come "i numeri". Sono affiliate tra loro ognuna con una propria gerarchia ed un proprio scopo all'interno del complesso.
I 26s raccolgono denaro tramite gioco d'azzardo e contrabbando, i 27s hanno la funzione di far rispettare le regole ed i 28s fungono da soldati. I membri delle gang sono facilmente riconoscibili per i loro tatuaggi e inoltre alcuni si fanno rimuovere gli incisivi.
Raramente, al di fuori della prigione, i membri delle gang riescono a non essere riconosciuti: i loro tatuaggi rendono soprattutto il loro status di affiliati molto chiaro. Ci sono stati casi in cui alcuni prigionieri hanno preferito confessare falsi reati pur di non venire scarcerati.

## Pollsmoor nei media
- Documentario della BBC

Nel 2001 la prigione di Pollsmoor è stata protagonista di un documentario della BBC diretto da Clifford Bestall. Il documentario si è concentrato su due detenuti in procinto di scarcerazione, Erefan Jacobs e Mogamat Benjamin (allora il leader della gang dei 28s), e sul loro tentativo di adattamento alla vita al di fuori della struttura.
- Fotografie di Michael Subotzky

Il 27 aprile 2005 Michael Subotzky organizzò una mostra avente come oggetto delle foto panoramiche scattate all'interno di Pollsmoor. La mostra, chiamata Die Vier Hoeke (i quattro angoli), fu di grande successo.
- Ross Kemp

Pollsmoor fu mostrata nella serie televisiva Ross Kemp on Gangs.

### La lunga strada verso la libertà
Nel film Mandela - La lunga strada verso la libertà Nelson Mandela viene trasferito da Robben Island a Pollsmoor dopo aver speso 18 anni sull'isola.